# William Powlett
William Powlett (baptisé le 18 août 1666  - 25 septembre 1729) est un député anglais.
Il est le fils cadet de Charles Paulet (1er duc de Bolton), et de sa deuxième épouse, Mary Scrope.

## Carrière
William Powlett occupe plusieurs postes. Il est Lieutenant adjoint du Hampshire, de 1689 à 1729, Enregistreur de Grimsby et juge de paix, Hampshire et Lincolnshire, de 1699 à 1729, maire de Lymington, Hampshire, 1701-5, 1724-5, 1728-1729, gardien de New Forest 1718-1729 et caissier de l'échiquier, 1714-1729.
Il est député de Winchester de 1689 à 1710, de Lymington de 1710 à 1715 et de Winchester de 1715 à 1729, jusqu'à sa mort. Il devient père de la Chambre des communes en 1724, à la mort de Richard Vaughan, le député de Carmarthen.

## Mariages et descendance
William Powlett se marie deux fois, :
- Avec Louisa, fille d'Armand-Nompar de Caumont, marquis de Montpouillon et petite-fille d'Henri-Nompar de Caumont, duc de La Force, dont il a deux fils et deux filles[4],[2] :
  - William Powlett (homme politique), v. 1693 - février 1757, épouse Annabella Bennet, fille de Charles Bennet, 1er comte de Tankerville
  - Major général Charles Armand Powlett (en), décédé en 1751
  - Mary Powlett (décédée le 15 août 1718), mariée le 25 juin 1714 à Richard Parsons (1er comte de Rosse)
  - Jane Powlett
- Avec Anne Egerton [2] (décédée en 1737) en octobre 1699, dont il a une fille[4] :
  - Henrietta Powlett (décédée en 1755), mariée à William Townshend (décédée en 1738)

Il meurt le 25 septembre 1729, à l'âge de 63 ans après être tombé de cheval alors qu'il se promenait à Hyde Park, à Londres. Ses deux fils siègent dans divers arrondissements du Hampshire en tant que whigs sous George II .